# Casa do Nascimento de Martinho Lutero
Casa do Nascimento de Martinho Lutero (em alemão:  Martin Luthers Geburtshaus) é um museu em Eisleben, Alemanha. A real casa em que Lutero nasceu não existe mais, tendo sido queimada completamente até o chão em 1689.
O reformador religioso alemão Lutero nasceu lá em 1483. Aberta ao público em 1693, é um Patrimônio Mundial. Em 2005-2007 foi adicionada uma expansão para os visitantes (projeto: Springer Architekten, Berlim); O conjunto já recebeu cinco prêmios de arquitetura.